# Kobe Cools
Kobe Cools, född 25 juli 1997, är en belgisk fotbollsspelare som spelar för Dender EH.

## Karriär
Som ung spelade Cools för KVK Hingene, KSV Bornem, Germinal Beerschot och Anderlecht. Under säsongen 2014/2015 var han en del av Anderlecht U19-lag som tog sig till semifinal i Uefa Youth League. I augusti 2018 lånades Cools ut till RWD Molenbeek på ett säsongslån. Han spelade 11 matcher och gjorde ett mål i belgiska tredjedivisionen under säsongen 2018/2019.
Inför säsongen 2019/2020 gick Cools till luxemburgska F91 Dudelange. Under sin första säsong i klubben spelade han bland annat sex matcher i gruppspelet i Europa League. Cools spelade även en kvalmatch till Europa League, en cupmatch samt 13 ligamatcher med tre gjorda mål under säsongen 2019/2020. Följande säsong spelade han 27 ligamatcher och gjorde två mål. Cools spelade 29 ligamatcher och gjorde två mål under säsongen 2021/22 då Dudelange blev luxemburgska mästare.
Inför säsongen 2022/2023 återvände Cools till Belgien för spel med Dender EH i andradivisionen.

## Meriter
F91 Dudelange
- Luxemburgsk mästare: 2022